# آلاتانا
آلاتانا (به لاتین: Alatana) یک منطقهٔ مسکونی در روسیه است که در باشقیرستان واقع شده‌است.